# Graziano Girardi
Graziano Girardi (Farra di Soligo, 30 maggio 1940) è un politico italiano.